# Vasiljevići (gmina Ivanjica)
Vasiljevići (cyr. Васиљевићи) – wieś w Serbii, w okręgu morawickim, w gminie Ivanjica. W 2011 roku liczyła 47 mieszkańców.